# 劉靜儀
劉靜儀（葡語：Lao Cheng I、暱稱：阿晶（英語：Jane Lao、1994年11月18日—2023年7月26日）是個澳門網絡紅人，其最知名身分為微辣文化的藝人經理人。她在2023年燒炭自殺，輿論推測主要原因是老闆兼藝人之一林茂發的感情傷害，次要原因是老闆兼藝人之二陸志豪的江湖恐嚇，週邊原因為該公司多個其他成員的網絡欺凌，事件引起輿論哄動，該公司亦因此近乎崩潰。

## 簡歷
劉靜儀在2013年畢業於嘉諾撒聖心中學，及後入讀澳門旅遊學院修讀旅遊會展及節目管理理學士，於2017年畢業。畢業後便加入微辣文化，起初擔任藝人部銷售員，後來於2018年成為經理人，負責藝人管理，截至2021年8月離職成為網絡hater狙擊對象。

## 感情
劉靜儀曾與微辣老闆兼藝人林茂發（加蔥）交往，直至2021年1月分手。及後在另一微辣藝人盧志榮（Jacky Lou、煮詞人）的YouTube頻道上坦承兩人分手的原因是男方不想結婚，令女方缺乏安全感而分手。同年10月，一名自稱是劉靜儀表哥的網民在Facebook發文批評林茂發無意視劉靜儀為結婚對象，更要求女方做人工流產手術而導致荷爾蒙失調及患上抑鬱症。他亦指控林茂發「一腳踏兩船」與劉靜儀分手後不久隨即與另一微辣職員張詠儀交往。
2022年1月，劉靜儀亦在Instagram直播中重提林茂發強迫自己墮胎。男方隨即在YouTube開直播否認指控，表示作出墮胎的決定是經兩人協商得出。但他承認自己沒有陪伴對方一同進行手術是處理得不夠好。他亦反擊自稱是劉靜儀表哥網民的一腳踏兩船指控，表示是與劉靜儀分手後才與現任女友儀仔交往。隨後亦指自己與劉靜儀決裂的原因是2021年7月自己希望轉經理人，劉靜儀質問其原因，林茂發隨即指控對方亂搞男女關係，接受不了才希望轉經理人。

## 爭議
2021年8月31日，劉靜儀於Instagram撰文宣布離職，及後微辣創辦人之一的陸志豪（六毫子）亦在Instagram限時動態發帖批評有人自私及損人利己，矛頭直指阿晶。阿晶其後開直播承認自己遭旗下藝人投訴“搶Job”（爭奪（有薪）工作），品牌的公關找她作代言人純粹因為自己夠勤力，討得公關歡心，絕非存心「搶Job」。網民分成兩派，支持阿晶的一方認為部份微辣藝人不夠勤力且知名度不高，廣告商理當會找人氣高的人作代言人，而反對的一方認為阿晶作為經理人就不應再接廣告，以免產生利益衝突，以及與藝人由合作關係變成競爭關係。

## 逝世
2023年7月25日凌晨，劉靜儀在Instagram限時動態發文，表示自己已患上抑鬱症達四年，並已吃完兩排安眠藥，希望可以一睡不醒。文中她表示遭人恐嚇，並要向曾經嘲諷她的人道歉，坦承這兩年都活在陰影下，文末更寫下自己要帶着決心離開，在彩虹橋上再見，令人擔心劉靜儀自尋短見。《香港01》記者以短訊問候她，獲回覆「現在沒事」。唯翌日下午她再發文表示不想再被抑鬱症折磨，亦不想再背負莫須有的罪名，並指出本帖文是三小時前書寫，不需要搶救她，讓她離開會舒服些，內容像極一封遺書。
2023年7月26日下午4時40分，司警局先後接報群隊街一個住宅單位內有女子懷疑以鐵罐燒炭自殺，隨後送院不治，隨即傳出自殺者為劉靜儀的消息。當晚，微辣發表聲明確認劉靜儀的死訊，並得悉她遭人恐嚇一事，但反駁微辣與此事無關，亦從來無計劃作出以上舉動。微辣兩位創辦人陸志豪和李偉麟，以及多名微辣藝人均在Instagram限時動態悼念阿晶。
事件令網民嘩然，紛紛湧入加蔥的Instagram留言要求道歉，認為他要為阿晶的死負上最大負任，加蔥其後在YouTube開直播道歉並宣佈退出微辣。而多名牽涉嘲諷阿晶的藝人亦遭圍攻，認為嘲諷一個患有抑鬱症的人是落井下石。而牽涉「搶Job」風波的藝人李天慧（Doris、多姐）亦遭網民圍攻，認為是她帶頭嘲諷阿晶，更有網民呼籲抵制微辣直至全部牽涉嘲諷阿晶的藝人離職為止。多個品牌如迷你倉公司24 STORAGE、健身公司24/7 FITNESS及美容護理品牌THANN Hong Kong先後「割席」，終止對微辣的合作及贊助。

## 後續
有網民分析兩段分別在阿晶死前十一天和一天上架的微辣十週年聯歡晚會的造勢影片，指加蔥可能在前者中轉彎抹角地以自己擺脱阿晶一事開玩笑，並得到霍哥以外的全部十七個在場藝員歡呼回應，後者中則介紹了一首卡特作詞，丞總演唱的歌，可能是專門用於責怪或誣衊阿晶以腹中胎兒勒索加蔥的。
事件持續發酵，一名自稱是前微辣後期製作員工留言，指發生「搶Job」事件後兩姊妹（指葉佩男及葉思男）向陸志豪投訴阿晶，之後李天慧、李熙媛（Rosalina、R）及駱錦瑩（駱寶、Lok B）帶頭杯葛阿晶，更指任何人讚好阿晶在最後工作日發佈的合照，將會被高層訓斥，指上述行為是背叛公司。有網民認為目前缺乏證據，難以查證留言的真偽，亦有網民指如留言屬實會對李熙媛及駱錦瑩十分失望。
爆出欺凌風波後，網民從劉靜儀Instagram的日常互動中推斷李宇軒（阿軒）及葉蘇霖（蘇霖）在其離職後仍一直保持良好關係，加上二人早已離開微辣，相信二人並無牽涉事件，故亦較少被網民攻擊；然而其他微辣成員則不斷受到大量網民聲討，最終令多名成員先後宣佈退出微辣，包括藝人林茂發（加蔥）、霍俊邦（霍哥）、高維泰（阿泰）、雷苡丞（少年江流、阿丞）及導演鄭嘉豪（卡特）。其中林茂發承認自己做錯了事，但堅稱女朋友是無辜的；高維泰則表示對公司、網絡、全世界感到失望。雷苡丞則剖白自己亦患上抑鬱症，得知阿晶亦是病友後兩人互相扶持，他在Instagram上貼上兩人的短訊截圖，證明自己與阿晶保持着良好關係，不可能欺凌對方。對於自己牽涉在欺凌風波內，他解釋該照片不是由自己拍攝，亦不是由自己的Instagram帳戶上載。起初他以為是同事間的玩笑就未有理會，但後來才得悉造成嚴重的誤會，最後他亦向阿晶道歉。
有網民查到一段雷苡丞編劇的短片〈網絡世界背後的秘密，你知道嗎？〉，內容敘述網上欺凌而逼死女角的故事，與呀晶事件相似。雷苡丞在8月21日個人IG內承認欺凌阿晶：「係，我係diss阿晶，鬼叫我講嘢有懶音，又唔好笑，仲要扮病博同情！我咁既（嘅）樣邊有資格病。係，我係diss阿晶，鬼叫當事人個個潛X晒水，大家宜（而）家冇人好鬧咪是但搵個畀個莫須有罪名！哪怕我係（喺）微辣不嬲少job，仲要日日係（喺）節目做下把位被取笑被娛樂，但我只要係（喺）微辣做，就係死罪。」：「係啊，全部係我做㗎！我認晒啊！大家唔使再格（夾）硬去分析去搵證據。全部我做既（嘅）！我一定不X得好死！滿意未？」在8月22日，雷苡丞再被網民查到在中國大陸和微辣合組公司，微辣內部更以丞總稱呼雷苡丞，地位不是一般編劇或網紅，之後阿丞未見出文。直至10月1日，雷苡丞在youtube中恢復發放新的電影影評節目，當中已經沒再提及任何關於阿晶的事情。
在2023年12月29日凌晨，陸志毫在Instagram發布圖文帖，聲明説他對劉靜儀黑社會式恐嚇、強迫簽合約和職場欺凌的指控的都是不實的，而且有不少善待她的微辣員工被錯怪，亦用上道歉字眼；不過劉氏的媽媽姚梅花的手寫信和醫療文件的相片在同日晚上上載到Facebook，不僅嚴辭斥責對方説謊，還顯示自己患有抑鬱症，更形容他和林茂發都是兇手。

## 外部連結
- 劉靜儀的Facebook專頁
- 劉靜儀的Instagram帳戶
- YouTube上的劉靜儀頻道
- 領英上的劉靜儀
- 姚梅花的Facebook專頁